# ورزشگاه گال
ورزشگاه گال یک استادیوم فوتبال در ارون، اسپانیا است. در حال حاضر این ورزشگاه متعلق به رئال یونیون است. ظرفیت این ورزشگاه ۶۳۴۴ تماشاگر است.